# Јован Ненад
Јован Ненад је био вођа српског покрета у јужној Угарској у периоду након Мохачке битке, током 1526. и 1527. године, када је на ширем простору Бачке успостављена непосредна српска власт, која је обухвата и поједине делове Срема и Баната. Као врховни вођа српског народног покрета на тим просторима, Јован Ненад је био називан и српским царем, па је као такав остао упамћен и у српском народном предању, а његова краткотрајна држава је по томе називана и српским царством. Након погибије Јована Ненада, његова држава се распала под ударцима Угара и Турака.

## Име
У историји најпознатији као Јован Ненад, називан је и Црни, због једне црне линије коју је имао на телу од десне стране чела до десног стопала. По неким мишљењима пореклом је из рода Црнојевића који су се доселили у Поморишје. На мађарском језику је познат као Fekete Iván или Fekete Jován, Fekete Ember, Cserni Jován, Csernajevics Iván.

## Владавина
Битком на Мохачком пољу 29. августа 1526. године Турци су уништили војску угарско-чешког краља Лајоша II Јагелонца, који је и сам ту погинуо. После ове битке Краљевина Угарска престаје да постоји као независна држава, а њена територија бива подељена између Турског и Хабзбуршког царства.
Краљ Лудвиг није имао деце, те се Угарска подели на две странке: једна странка изабере за краља Јована Запољу, угледног угарског властелина, а друга странка прогласи краљем Угарске Хабзбурговца Фердинанда, шурака Лудвигова. У борбу између ових супарника умешао се и вођа српских плаћеника, Јован Ненад, кога су савременици, због црномањастог лица, звали Црни Човек.
Не зна се тачно ко је био Јован Ненад. Он сам је тврдио да је потомак византијских и српских владара. Неки савременици су га сматрали изданком српских деспота, а други човеком ниског рода. Неки извори казују да је рођен у години звери 1492. Постојало је веровање да је од те године (од седамхиљадите по византијској ери, 5508+1492=7000) настао втори век, кад сваког тренутка може да буде пропаст света. Он се одмах после Мохачке битке појавио између Тисе и Дунава на челу једне српске чете, за кратко време протерао је Турке из Бачке и загосподарио над целом Бачком, као и над деловима Баната и Срема. Тиме је створио једну краткотрајну независну државу, за чију је престоницу изабрао Суботицу. На врхунцу моћи, Јован Ненад се у Суботици крунисао за српског цара. За војног заповедника својих чета поставио је вештог војника Радослава Челника, за изасланика код страних владара школованог протестанта Фабијана Литерата, а за палатина и благајника племића Суботу Врлића, родом из Јагодине.
Војска му је бивала сваким даном све већа и почетком 1527. године бројала је око 15.000 људи. Када су његови противници заузели Суботицу, цар Јован Ненад је пренео своју престоницу у град Сегедин.
У први мах цар Јован Ненад је пристао уз Запољу, али угарски племићи, чија је бивша имања по Бачкој присвојио, удаљише Запољу од њега, те он почетком 1527. године пристане уз Фердинанда. Борбе око угарског престола сматрао је цар Јован Ненад само привременим занимањем, а главним задатком сматрао је борбу против Турака за ослобођење српских земаља. Фердинанд се налазио у првој половини 1527. ван Угарске, припремајући се за борбу против Запоље, који је у то време слао једну војску за другом против цара Јована Ненада, да га уништи пре Фердинандова доласка у Угарску.
Прву Запољину војску, под вођством Владислава Чакија (Csaky), поразио је цар Јован почетком априла, а у покољу погине и сам Чаки. И другу војску краља Запоље, под вођством ердељског војводе Петра Перињија, победио је цар Јован крајем априла код Селеша (Селешка битка) на Тиси, а Перињи се с муком спасао. Трећа војска, целокупна снага Ердеља и горње Угарске, под вођством Перињија и бискупа Цибака, однесе, крајем јуна, на Седфалском пољу победу над царевим четама. У крвавом покољу паде око 8.000 царевих људи.
У року од месец дана цар се опет прибрао од страшног пораза и попунио је проређене редове својих чета. У то време је ушла у Угарску и Фердинандова војска, те цар Јован крене њој у сусрет. Успут је свратио у Сегедин, где га из заседе смртно рани пушчаним зрном један Запољин присталица, те цар умре од ране 26. јула 1527. године у Торњошу, недалеко од Сенте. Војска Фердинандова наиђе на слаб отпор, јер су Запољине чете биле проређене и изморене борбом против цара Јована, те Фердинанд за кратко време протера Запољу из Угарске. После смрти цара Јована, његова војска се за кратко време расула, што је био крај и његове државе.

## Наслеђе
Током времена, цар Јован Ненад је постао легендарна фигура за Србе. Многи историчари га сматрају зачетником данашње Војводине, а у Суботици му је подигнут споменик са натписом: „Твоја је мисао победила“.
Према Алекси Ивићу (Историја Срба у Војводини, Нови Сад, 1929), главна заслуга цара Јована лежи у томе што је он први дошао на мисао да на земљишту јужне Угарске створи засебну покрајину словенског карактера. Он је ту мисао и остварио, те је тиме постао зачетник данашње Војводине. Његовом смрћу, уништена је и његова творевина, али идеја, коју је он унео међу Србе у Угарској, није више могла да се уништи.
Према схватању појединих аутора (Веселин Џелетовић), од појаве цара Јована Ненада идеја о српској државности је на тим просторима (потоња Српска Војводина) била константно присутна, у оквиру српске државотворнне мисли. То државотворство је испољавано у оружаним устанцима народа, у плановима и представкама грофа и деспота Ђорђа Бранковића, патријарха Арсенија III Чарнојевића, у представкама и одлукама Народних Сабора, нарочито Темишварског сабора из 1790. године, на чувеној Мајској скупштини из 1848. и Благовештенском сабору из 1861. у Сремским Карловцима.